# إرنست كيرك
إرنست كيرك (21 مارس 1884 في المملكة المتحدة - 19 ديسمبر 1932) (بالإنجليزية: Ernest Kirk)‏ هو لاعب كريكت بريطاني (وحمل سابقاً جنسية المملكة المتحدة لبريطانيا العظمى وأيرلندا).

## وصلات خارجية
- إرنست كيرك على موقع إي آس بي آن كريك إنفو (الإنجليزية)